# سيدي سليمان الشراعة
سيدي سليمان الشراعة هي مدينة مغربية تقع ضمن إقليم بركان، بجهة الشرق، وحسب إحصاء 2014 فإن عدد سكانها يبلغ 30.202 نسمة